# Alphonse Tricot
Alphonse Élie Tricot, Combrand (Deux-Sèvres, 17 décembre 1884 – Paris, 22 septembre 1971, est un ecclésiastique français, professeur à l'Institut catholique de Paris, chanoine de la cathédrale Saint-Pierre de Poitiers puis de Paris, traducteur et exégète catholique du Nouveau Testament.
Il fait partie des clercs français qui se sont engagés en faveur de la collaboration sous l'Occupation. 

## Biographie
Alphonse Tricot est élève du petit séminaire de Montmorillon dans la Vienne, séminariste à partir de 1901 au séminaire Saint-Sulpice en région parisienne puis à Paris où il rencontre le futur cardinal Maurice Feltin. Il est ordonné prêtre le 2 juillet 1909 dans le diocèse de Poitiers. Il étudie à l'Institut catholique de Paris, obtient une licence d'histoire en 1907, poursuit ses études à Rome en 1909-1910, où il obtient sa licence biblique et le doctorat en théologie, avec une thèse sur le messianisme juif au temps d'Hérode. Il est ensuite professeur d'écriture sainte au Grand séminaire de Poitiers de 1910 à 1922,. Il voyage à travers le Proche-Orient en 1911-1912, séjourne à Jérusalem, en compagnie d'un autre prêtre, Jules Touzard, sulpicien, son ancien professeur d'exégèse biblique à l'Institut catholique et ami,.
Mobilisé en 1914, il est chef de section du 151e régiment d'infanterie puis au 4e régiment d'infanterie. Fait prisonnier, il est aumônier militaire en Allemagne au camp de Cassel d'avril 1918 à février 1919. Il est décoré de la croix de guerre avec deux citations. 
Il retourne à Rome après la guerre où il termine sa formation avec un doctorat en histoire sainte sur les sectes juives au temps de Jésus. Il est désigné professeur adjoint à l'Institut catholique de Paris en 1922, succédant à l'abbé Mangenot, et professeur titulaire en 1930. Il enseigne à sa faculté de théologie l'histoire sainte, c'est-à-dire l'histoire et l'exégèse du Nouveau Testament. Il dirige avec un autre professeur de l'Institut, André Robert (1883-1955), une sorte de manuel, L'Initiation biblique, qui bénéficie de plusieurs éditions et de traductions.
L'évêque de Poitiers le nomme chanoine honoraire de la cathédrale en 1937. Il est ensuite nommé chanoine honoraire de Paris en 1939. Appelé l'abbé Tricot jusqu'en 1937, il est désormais nommé le chanoine Tricot.
Il remplace en 1939 le vice-recteur de l'Institut, Mgr Bressolles, le temps de la guerre, à la demande du recteur de cette université privée catholique, le cardinal Alfred Baudrillart (1859-1942). Il conserve en fait sa fonction de vice-recteur par intérim jusqu'à sa démission, le 2 novembre 1942. 
Comme le cardinal Baudrillart, Tricot apporte son appui à la collaboration et à la croisade anticommuniste menée par les nazis et les collaborationnistes français, lors de l'Occupation. Il est alors un proche du cardinal et fait partie du petit groupe qui appuie l'engagement de ce dernier en faveur de la collaboration. Il est ainsi membre du comité de patronage de la Légion des volontaires français contre le bolchevisme en décembre 1941, à l'instar du cardinal. Il est l'un des rares clercs qui vont jusqu'à fréquenter les autorités allemandes. En février 1942, alors que Germaine Tillion cherche à obtenir du cardinal Baudrillart un appui pour ses amis résistants arrêtés et condamnés à mort par les Allemands et que ce dernier lui a demandé de s'adresser à Tricot pour sa requête, il déchire devant elle sa lettre et refuse de voir le cardinal user de son influence pour leur venir en aide, estimant que ses amis « n'ont que ce qu'il méritent » car « ils ont travaillé contre les Allemands »,. Tricot assiste à l'inauguration de l'exposition Le Bolchevisme contre l'Europe en mars 1942, représentant le cardinal, qui aurait été membre du comité d'honneur de l'exposition. Le même mois, son nom figure parmi les premiers signataires du manifeste des intellectuels français contre les crimes britanniques initié par le Parti populaire français (PPF) et dénonçant les bombardements britanniques en France, à la suite du bombardement des usines Renault à Boulogne-Billancourt, aux côtés d'autres personnalités collaborationnistes. Après la mort en mai 1942 de Baudrillart (à qui il a donné l'absolution), il figure encore au comité d'honneur de la Légion tricolore, avatar de la LVF, le mois suivant. 

Il n'enseigne plus à l'Institut catholique à partir de 1944, bénéficie d'un non-lieu en 1946, donne sa démission en 1947 et est désigné professeur honoraire. L'archevêque de Paris Emmanuel Suhard, chancelier de l'Institut, lui adresse une lettre de soutien : 

« Je suis heureux d'apprendre que l'état d'inquiétude où vous étiez situé par suite des événements est heureusement terminé. Autant j'ai pensé à vous durant cette période d'agitation à laquelle très peu de nos compatriotes ont échappé, autant je me réjouis de cette libération qui vous permet de respirer et d'agit à l'aise. (...) D'accord avec Mgr le Recteur de l'Institut catholique, vous avez cru, en connaissance de cause, devoir renoncer à votre chaire d'écriture sainte. Je n'ai rien à objecter à cette décision prise par vous-même mais j'ai le devoir, qu'il m'est doux d'accomplir, de vous remercier pour les services précieux que vous avez rendu à l'Institut, soit dans l'exercice de votre professorat, soit dans les charges supplémentaires qui vous furent confiées, charges souvent très délicates et où vous avez mis votre dévouement. »

Il publie en 1952 une nouvelle traduction du Nouveau Testament pour une nouvelle édition de la Bible du chanoine Augustin Crampon (la « Bible Crampon »). 
Dans les années 1950, il est membre sinon vicaire général pour la France de l'Opus Cenaculi (Œuvre du Cénacle), un institut séculier catholique établi à Rome, fondé en 1953 et dirigé par un clerc, Georges Roche, un proche du cardinal Eugène Tisserant. Ce dernier appuie Tricot. L'évêque de Lourdes Pierre-Marie Théas le nomme en 1960 chapelain honoraire de Lourdes, à l'instar de Roche, supérieur général de l'Opus et du chanoine Papin, vicaire général de l'œuvre. Théas entend en fait se débarrasser de l'Opus avec lequel il est en conflit,,. 
Il bénéficie dans ses dernières années du soutien de Maurice Feltin, devenu archevêque de Paris et cardinal.

## Publications
- Saint Paul apôtre des gentils, Paris, Bloud § Gay, Bibliothèque catholique des sciences religieuses, 1927, 208 p.
- avec l'abbé G. Bardy (dir.), Le Christ. Encyclopédie populaire des connaissances christologiques, Bloud § Gay, 1932, 1264 p.
- avec André Robert, Initiation biblique, introduction à l'étude des Saintes Écritures, Paris , Société de Saint Jean l'évangéliste, 1939, 837 p., Lettre-préface du cardinal Achille Liénart
- Vie de Notre-Seigneur Jésus-Christ d'après les quatre Évangiles (texte de la « Bible Crampon »), Paris, Desclée, 1946 (introduction et notes explicatives par le chanoine A. Tricot)
- La Sainte Bible du chanoine Augustin Crampon, (L'Ancien Testament, trad. par J. Bonsirven, et Le Nouveau Testament, trad. nouvelle par A. Tricot), Paris et Tournai, Desclée, 1952